# 海波銀漢魚屬
海波銀漢魚屬為輻鰭魚綱銀漢魚目擬銀漢魚科的其中一屬。

## 分類
- 墨西哥海波銀漢魚(Poblana alchichica)
- 費氏海波銀漢魚(Poblana ferdebueni)
- 遺鱗海波銀漢魚(Poblana letholepis)
- 大鱗海波銀漢魚(Poblana squamata)

## 扩展阅读
- 維基物種上的相關：海波銀漢魚屬